# Finstermünzpass
Der Finstermünzpass, auch einfach Finstermünz genannt, ist ein als Schlucht ausgeformter Talpass beim Sperrfort Nauders bzw. Hochfinstermünz im Bezirk Landeck, Tirol. Der von der Reschenstraße passierte Finstermünzpass markiert den Übergang vom Oberinntal in das Hochtal des Stillebaches um Nauders.

## Geografie
Die Straße verläuft hier auf der rechten Seite des Stillebachs und somit in den Ötztaler Alpen, bevor sie für kurze Zeit auf die linke Seite wechselt und dort in der Sesvennagruppe verläuft. Ursprünglich bezog sich die Ortsbezeichnung „Finstermünzpass“ auf die ehemalige Zoll- und Mauteinnahmestelle bei der Festung Siegmundsegg in Altfinstermünz, über die schon in römischer Zeit der Verkehr nach Italien abgewickelt wurde.  Diese Verkehrsverbindung verlor mit der Eröffnung der Finstermünzstraße im Jahre 1854 ihre Bedeutung und wurde schließlich ganz aufgelassen. Der neue Verkehrsweg, der bei der Kajetansbrücke in Pfunds beginnt und über Hochfinstermünz nach Nauders führt, weist kurz vor Nauders eine Engstelle auf, die noch zusätzlich mit einem Sperrfort gesichert war. 
Wer diese Straßensperre „passiert“ hatte, dem stellten sich auf der noch verbleibenden, zweieinhalb Kilometer langen Wegstrecke bis zur Ortschaft Nauders keine Hindernisse mehr entgegen, sodass sich für diese Engstelle, bei der früher auch der von Altfinstermünz heraufführende Karrenweg einmündete, die Bezeichnung Finstermünzpass einbürgerte. An der Stelle befindet sich das heutige Museum Festung Nauders.